# Stenosemis teretifolia
Stenosemis teretifolia är en flockblommig växtart som beskrevs av Ernst Meyer och Otto Wilhelm Sonder. Stenosemis teretifolia ingår i släktet Stenosemis och familjen flockblommiga växter. Inga underarter finns listade i Catalogue of Life.